# Cherniajovsk
Cherniajovsk (en ruso: Черняховск), conocida de manera oficial hasta 1946 como Insterburgo (en alemán: Insterburg; en lituano: Įsrutis, en polaco: Wystruć) es una ciudad en los márgenes del río Angrapa, que forma parte y es el centro administrativo del distrito de Cherniajovsk en el óblast de Kaliningrado, Rusia. Su población es de 40.449 habitantes en 2010.

## Geografía
Cherniajovsk se encuentra en el centro del óblast de Kaliningrado, a unos 90 km al este de la ciudad de Kaliningrado (antigua Königsberg) en el margen del río Angrapa (en alemán: Angerapp, en antiguo prusiano, Angus; literalmente río anguila), que une la ciudad con el río Instruch en el río Pregolia (el más grande de la antigua Prusia Oriental). 

### Clima
El clima es de transición de marítimo a continental templado. En comparación con la parte costera de la región de Kaliningrado, el clima es algo más continental: en Cherniajovsk, las temperaturas invernales son más bajas y las temperaturas veraniegas son más altas que en la costa de Svetlogorsk. La temperatura media anual del aire es de 7,7 °C. La temperatura máxima absoluta es de +39 °C, la mínima absoluta es de -35 °C. 

## Historia
Cherniajovsk fue fundada en 1336 por la Orden Teutónica en el sitio de una antigua fortificación de los antiguos prusianos cuando Dietrich von Altenburg, el Gran Maestre de los Caballeros Teutónicos, construyó un castillo llamado Insterburg después de la Cruzada prusiana. Durante la campaña de las Cruzadas bálticas de los Caballeros Teutónicos contra el Gran Ducado de Lituania, la ciudad fue devastada en 1376. El castillo había sido reconstruido como sede de un procurador y un asentamiento también llamado Insterburgo creció para servirlo. En 1454, el rey polaco Casimiro IV Jagellón incorporó la región al reino de Polonia a pedido de la Confederación Prusiana antiteutónica. Durante la subsiguiente guerra de los Trece Años (1454-1466) entre Polonia y la Orden Teutónica, el asentamiento fue devastado por las tropas polacas en 1457. Después de la guerra, desde 1466, el asentamiento formaba parte de Polonia como feudo en poder de los caballeros teutónicos.
Cuando el duque prusiano Alberto de Brandeburgo-Ansbach en 1525 secularizó el Estado monástico de la Orden Teutónica por el tratado de Cracovia, e Insterburgo pasó a formar parte del ducado de Prusia (vasallo del reino de Polonia). El asentamiento recibió privilegios de ciudad el 10 de octubre de 1583 bajo el regente prusiano margrave Jorge Federico. Insterburgo pasó a formar parte del reino de Prusia en 1701, y debido a que la zona había sido despoblada por la peste a principios del siglo XVIII, el rey Federico Guillermo I de Prusia invitó a los refugiados protestantes que habían sido expulsados del arzobispado de Salzburgo a establecerse en Insterburgo en 1732. Durante la Guerra de los Siete Años, la ciudad fue ocupada por el Imperio ruso. Durante las Guerras napoleónicas, las tropas francesas pasaron por la ciudad en 1806, 1807, 1811 y 1813.

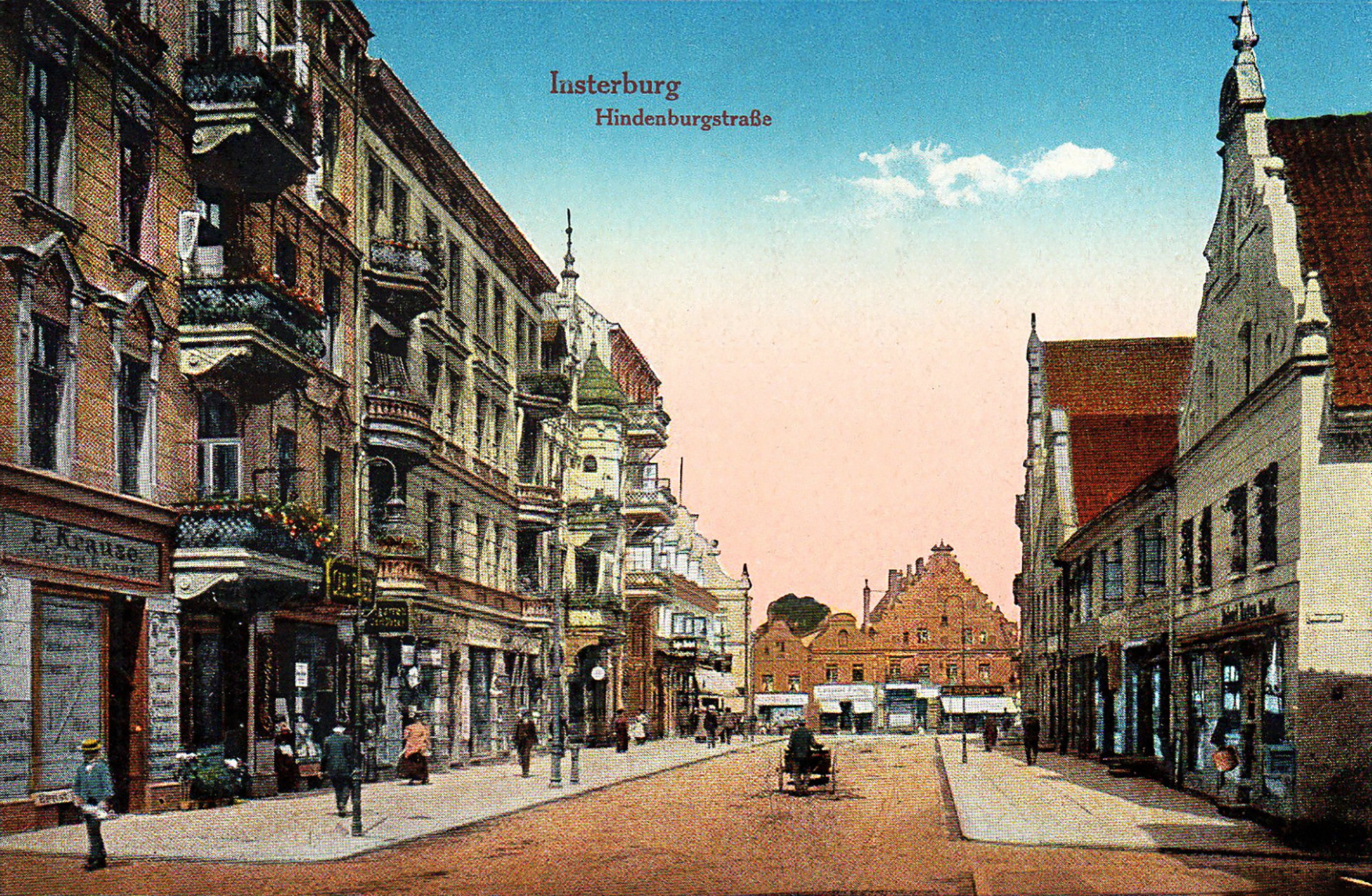
Vista de Hindenburgstraße en Insterburgo, sobre el año 1890

En 1818, después de las guerras napoleónicas, la ciudad se convirtió en la sede del distrito de Insterburg dentro de la región de Gumbinnen. Mijaíl Barclay de Tolly murió en Insterburgo en 1818 cuando se dirigía desde su mansión de Livonia a Alemania, donde quería recuperar la salud. En 1863, se fundó y operó una organización secreta polaca en Insterburgo, que estuvo involucrada en el tráfico de armas a la Partición rusa de Polonia durante el Levantamiento de enero. Desde mayo de 1864, el líder de la organización fue Józef Racewicz.
Insterburg pasó a formar parte del Imperio alemán tras la unificación de Alemania en 1871 y, el 1 de mayo de 1901, se convirtió en una ciudad independiente separada del distrito de Insterburgo. Durante la Primera Guerra Mundial, el ejército ruso se apoderó de Insterburgo el 24 de agosto de 1914, pero Alemania la recuperó el 11 de septiembre de 1914. En los tiempos de la Alemania de Weimar después de la Primera Guerra Mundial vio a la ciudad separada del resto del país (como el resto de Prusia Oriental) al convertirse en un exclave. El club de fútbol  Yorck Boyen de Insterburgo se formó en 1921. Durante la Segunda Guerra Mundial, los alemanes operaron el campo de prisioneros de guerra Stalag 336 para prisioneros de guerra aliados en la ciudad. La ciudad fue fuertemente bombardeada por la Royal Air Force británica el 27 de julio de 1944. La ciudad fue asaltada por tropas del Ejército Rojo el 21 y 22 de enero de 1945. Como parte de la parte norte de Prusia Oriental, Insterburg fue transferida de Alemania a la Unión Soviética después de la guerra según lo acordado previamente entre las potencias victoriosas en la Conferencia de Potsdam. El 7 de abril de 1946, Insterburgo pasó a llamarse Cherniajovsk en honor a Iván Cherniajovski, un destacado general soviético durante la Segunda Guerra Mundial.
De 1946 a 1949 hubo un gran campo de tránsito para prisioneros de guerra alemanes en Georgenburg, cerca de Insterburg, por el que pasaron 250.000 prisioneros, 16.000 de los cuales murieron allí. Después de 1989, un grupo de personas introdujo la raza de caballos Ajal-Teke en la zona y abrió un establo de cría de estos caballos.
El escudo de armas de la ciudad, adoptado en 2002, se basó en el escudo de armas histórico de la ciudad que antes de 1946 se conocía con su nombre original prusiano: Insterburgo. En septiembre de 2019, el tribunal local dictaminó que el escudo de armas era ilegal porque lleva "elementos de cultura extranjera". El tribunal local alegó que las leyes rusas no permiten el uso de idiomas y símbolos extranjeros en los símbolos estatales rusos y ordenó a la ciudad "eliminar cualquier violación de la ley".

## Demografía
En el pasado la mayoría de la población estaba compuesta por alemanes, pero tras el fin de la Segunda Guerra Mundial fueron expulsados a Alemania y se repobló con rusos. Según el censo de 2010, el 86,4% de la población son rusos; el 4,5% son ucranianos; el 3,4% son bielorrusos y 1,1% son alemanes.
| Gráfica de evolución de Cherniajovsk entre 1816 y 2010 |
|                                                        |

## Economía
En Cherniajovsk se localiza la instalación aeronaval de Cherniajovsk.

## Infraestructura

### Arquitectura y monumentos

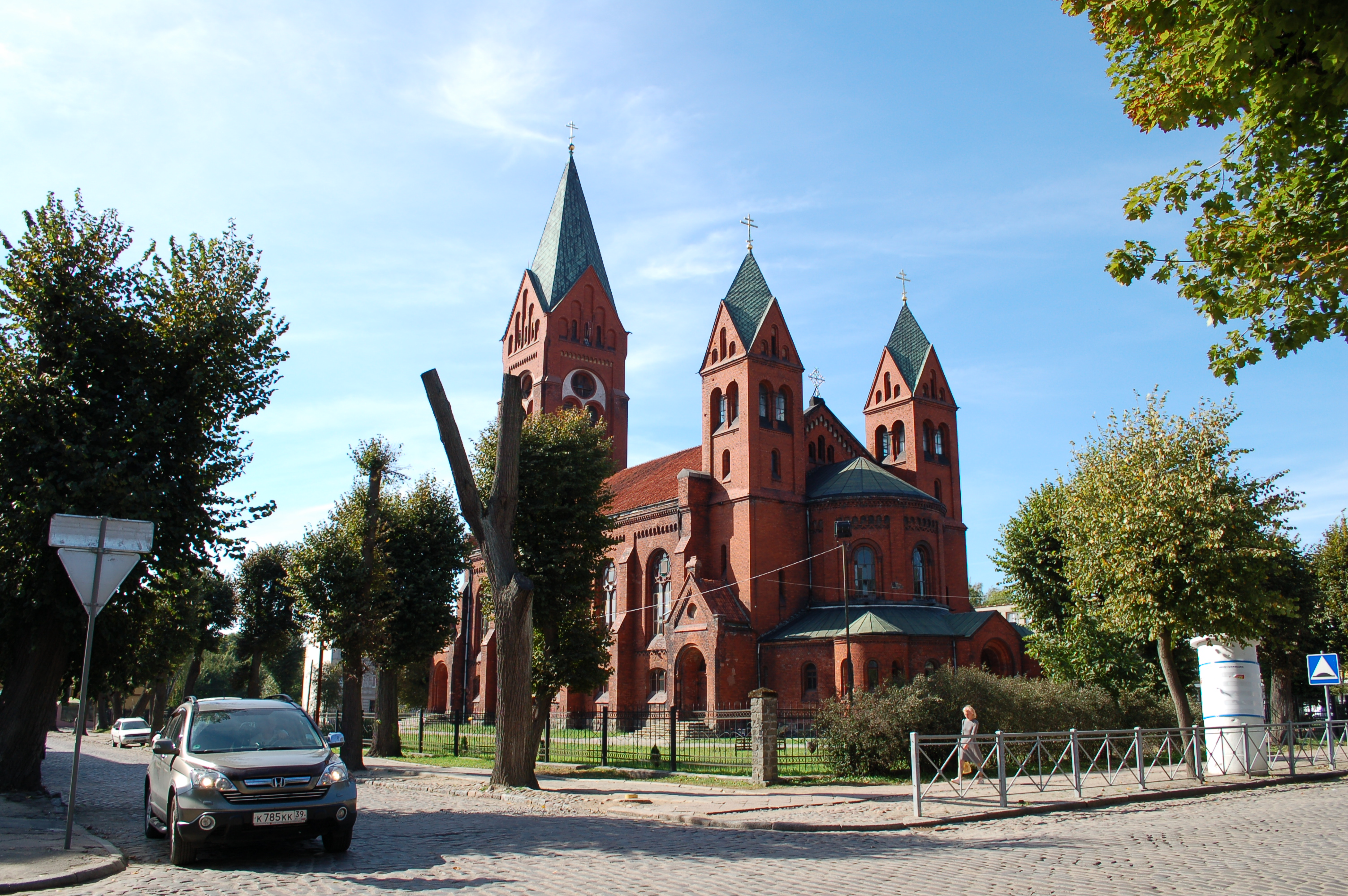
Iglesia de San Miguel Arcángel

Hoy en día sólo se conservan algunas ruinas del antiguo castillo teutónico de Insterburgo. La iglesia luterana tuvo siempre gran importancia en Cherniajovsk, construyendo varios templos luteranos como la iglesia de San Miguel Arcángel (antigua iglesia reformada de Insterburgo, de estilo neorrománico y hoy en día ortodoxa rusa), la iglesia de Lutero (antigua Stadtkirche, con origen en el siglo XVI y demolida en 1972), la iglesia de Melanchton (construida sobre 1901, posteriormente usada como una fábrica de clavos y luego abandonada). Además la ciudad también tiene una iglesia católica, la iglesia de San Bruno, de estilo neogótico y construida en 1912.

### Transporte
Hay una buena conexión por carretera con Kaliningrado (Königsberg), pasando por aquí la autopista A229 Kaliningrado - Minsk. Hacia el sur, una carretera principal conduce al paso fronterizo con Polonia, que se encuentra a 57 kilómetros en Zheleznodorozhni (Gerdauen). Desde 1860, Chernyakhovsk ha estado en la importante línea de ferrocarril Kaliningrado-Nesterov, que fue construida por el Ferrocarril del Este de Prusia en ese momento y hoy representa la conexión entre el enclave de Kaliningrado y Moscú. Otras tres líneas ferroviarias que conectaban Cherniajovsk con los alrededores cercanos y lejanos ya no están en funcionamiento, como son las líneas Cherniajovsk-Sovetsk, Toruń-Cherniajovsk y Ełk-Cherniajovsk.

### Deporte
Hay un club de fútbol en la ciudad, el FC Progress Cherniajovsk, que representa a la ciudad en torneos regionales y regionales. Antes de la Segunda Guerra Mundial, había un club de fútbol en Insterburg, Yorck Boyen de Insterburgo, que se convirtió dos veces en el campeón de Prusia Oriental.

## Personas ilustres
- Martin Grünberg (1655-1706): arquitecto y maestro constructor alemán, representante del Barroco holandés.
- Johann Friedrich Goldbeck (1748-1812): geógrafo y teólogo protestante alemán.
- Eduard Heinrich von Flottwell (1786-1865): primer ministro del Gran Ducado de Posen, de la provincia de Westfalia y de la provincia de Brandeburgo.
- Carl Friedrich Wilhelm Jordan (1819-1904): escritor y político alemán, miembro del parlamento de Fráncfort (1848).
- Ernst Wichert (1831-1902): abogado, juez y escritor alemán.
- Edward Frederick Moldenke (1836-1904): teólogo y misionero luterano que trabajó en Prusia y Estados Unidos.
- Hans Horst Meyer (1853-1939): farmacólogo alemán, por el que parcialmente se nombra la hipótesis de Meyer-Overton.
- Therese Malten (1855-1930): cantante de ópera soprano alemana.
- Hans Orlowski (1894-1967): artista de xilografía y pintor alemán.
- Hans Otto Erdmann (1896-1944): oficial del ejército alemán y miembro de la resistencia alemana.
- Fritz Karl Preikschat (1910-1994): ingeniero eléctrico y de telecomunicaciones alemán y estadounidense, propietario de más de 25 patentes (como la impresora matricial).
- Kurt Kuhlmey (1913-1993): general de la Luftwaffe de la Alemania occidental.
- Traugott Buhre (1929-2009): actor teatral, cinematográfico y televisivo alemán, uno de los grandes actores de teatro de su país.
- Harry Boldt (1930): jinete alemán que compitió en la modalidad de doma en los JJOO de Tokio (1964) y Montreal (1976).
- Anatol Herzfeld (1931-2019): escultor alemán, estudiante de Joseph Beuys.
- Jürgen Schmude (1936): político alemán del SPD, exministro de Educación (1978-1981) y del Interior (1982).
- Anatole Klyosov (1946): científico ruso en el campo de la química física y la catálisis enzimática, emigrado a Estados Unidos en 1989.
- Yuri Vasenin (1948-2022): futbolista y entrenador soviético ruso, ganador de la con el FC Zoryá Lugansk de la Primera División de la Unión Soviética (1972).

## Galería

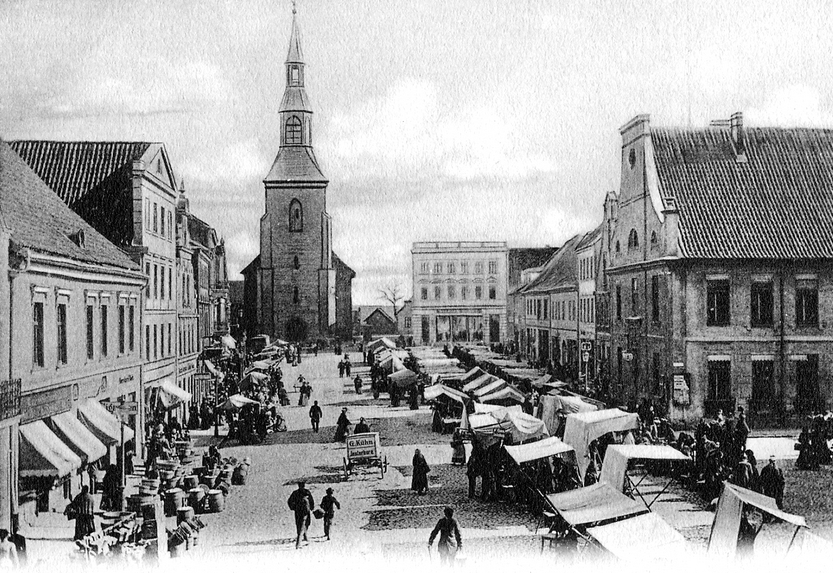
Mercado en la antigua Insterburgo
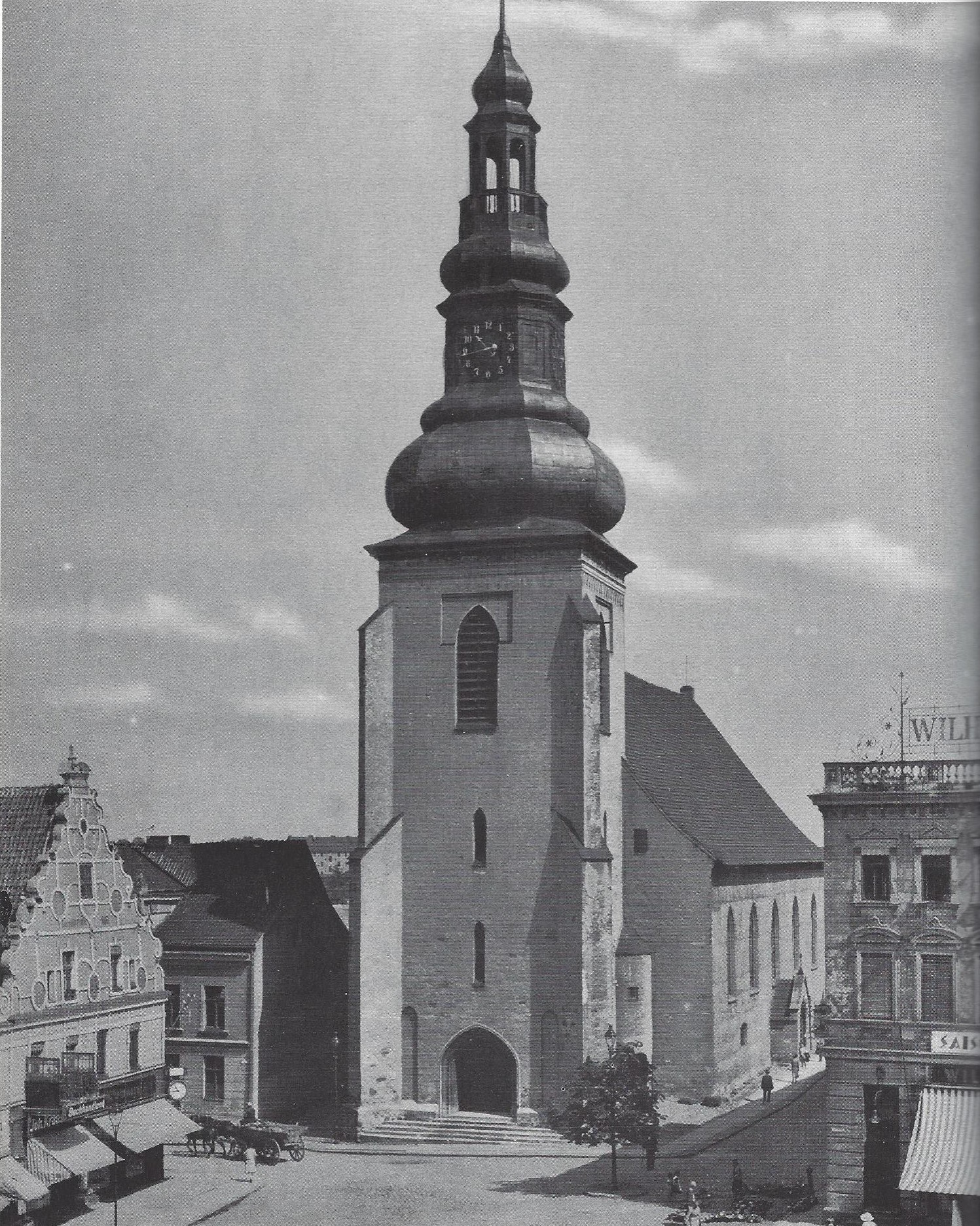
Antigua iglesia de Lutero
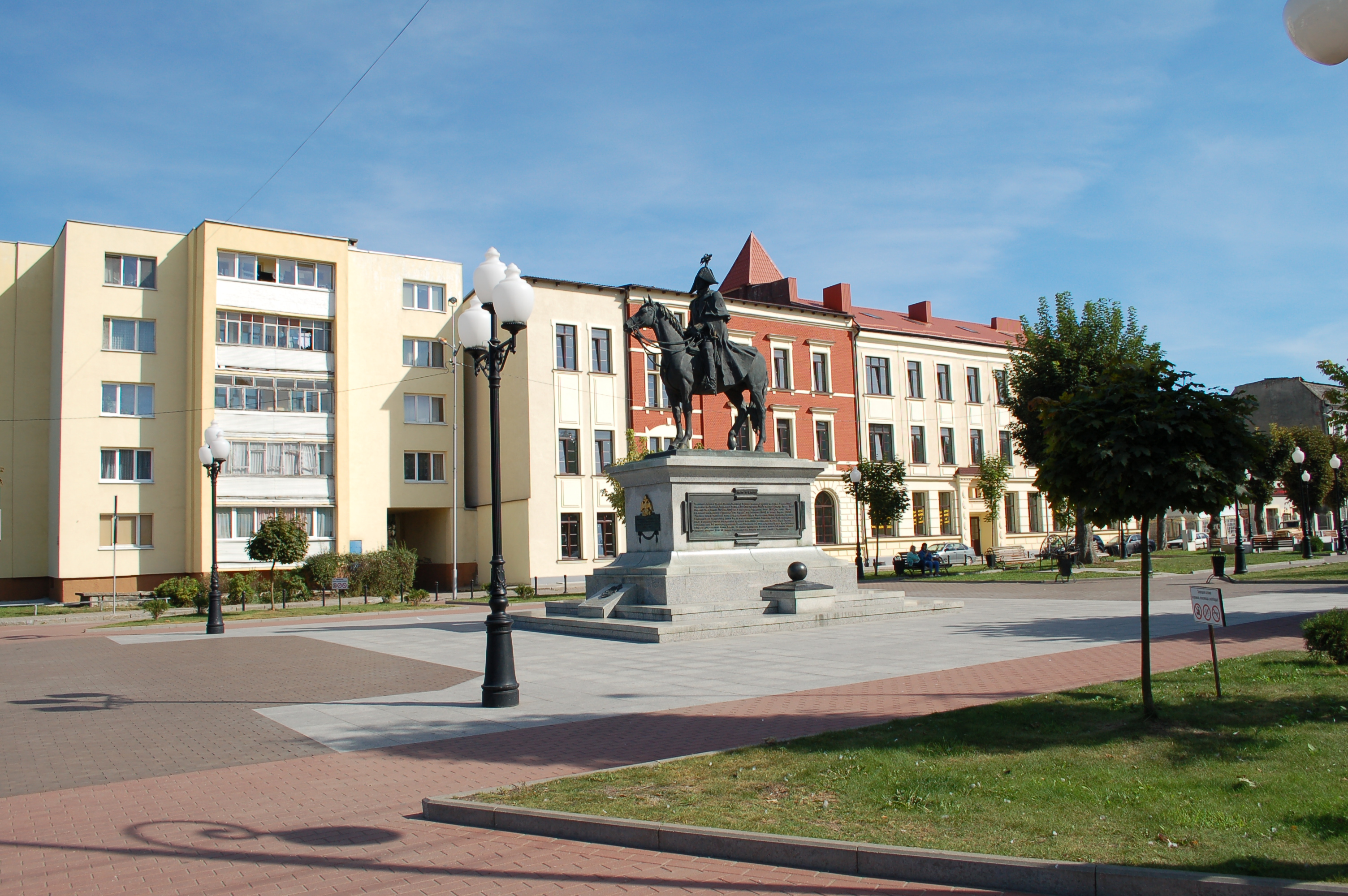
Centro de la ciudad y estatua de Barclay de Tolly
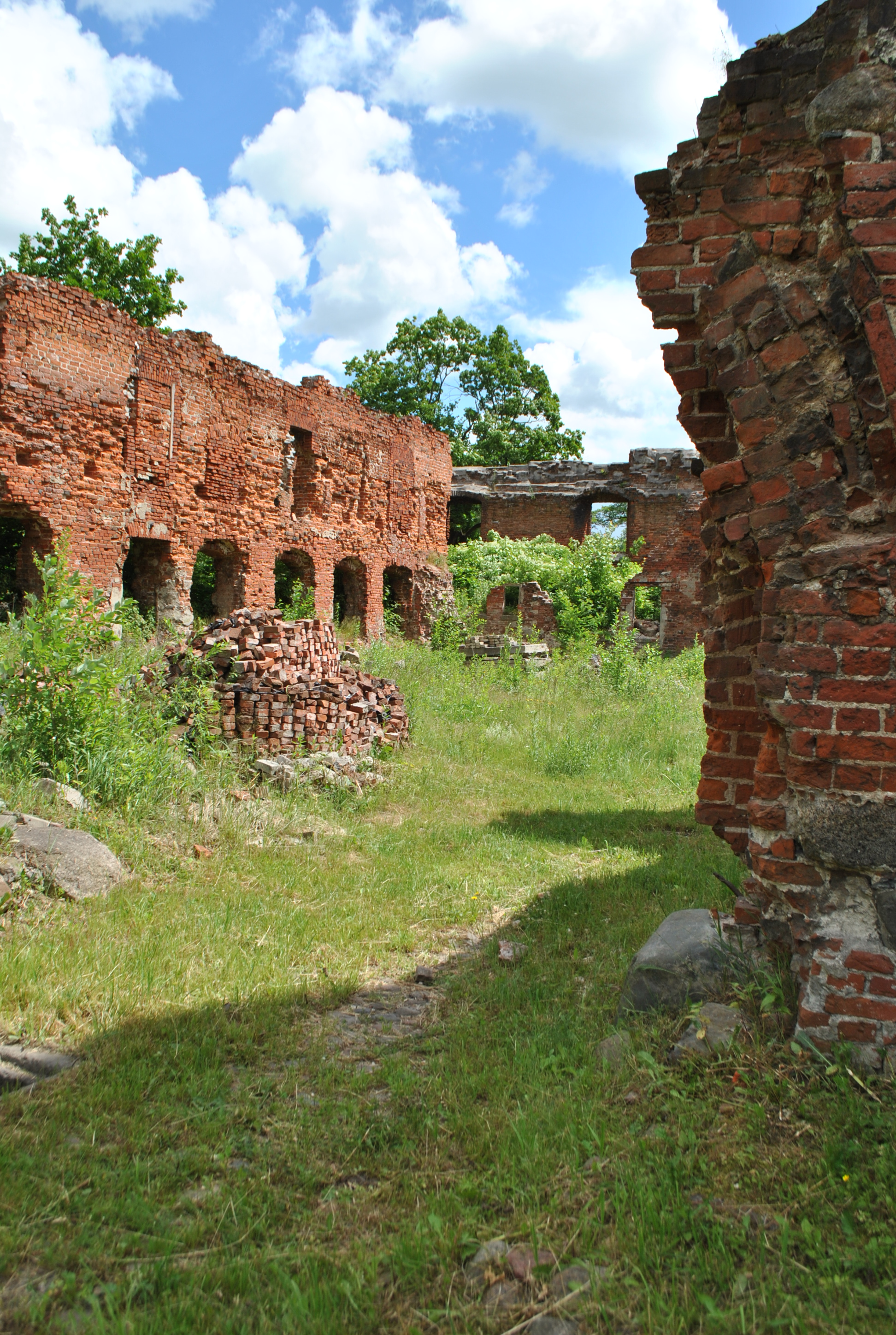
Ruinas del castillo de Insterburgo
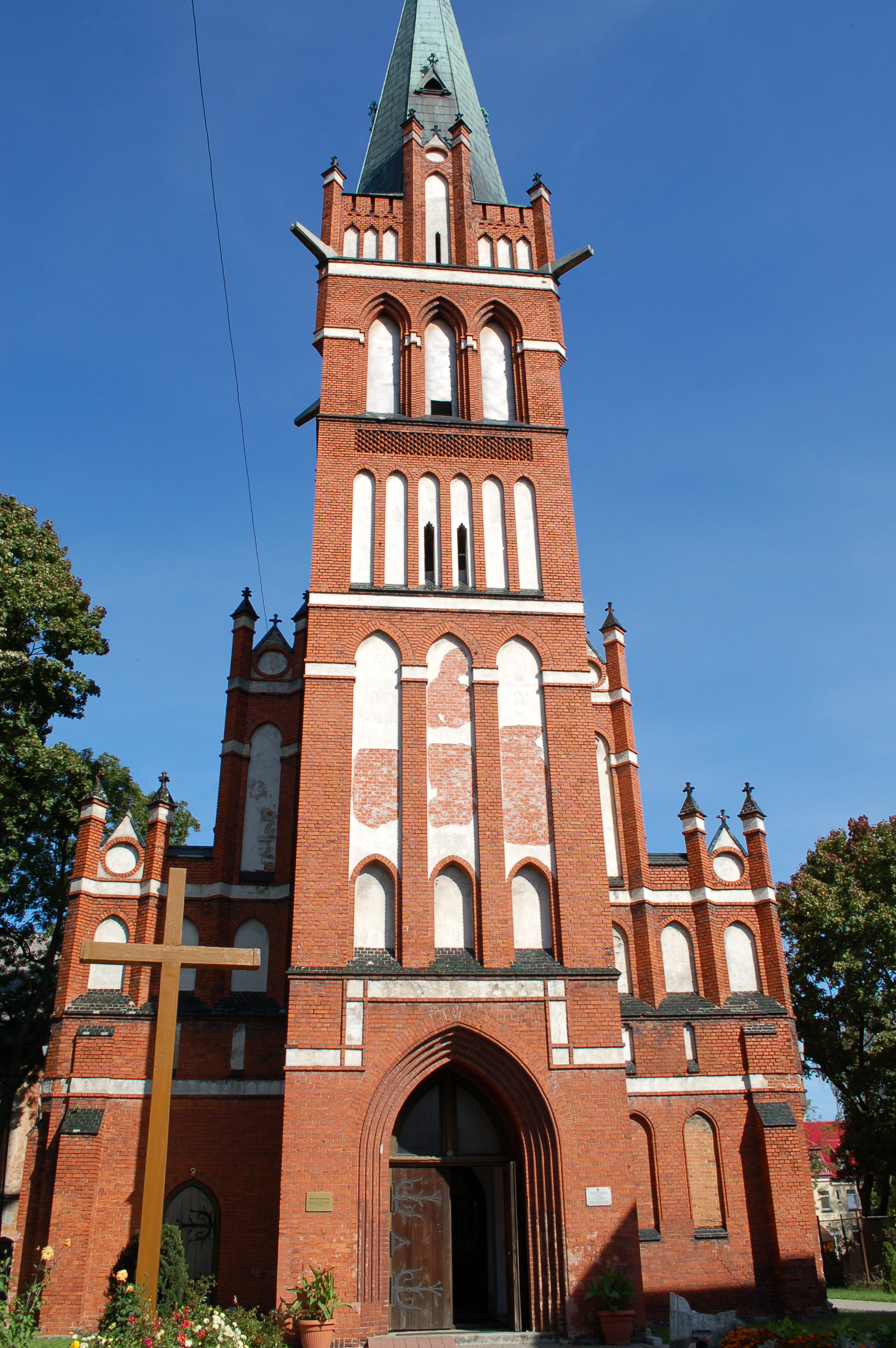
Iglesia de San Bruno
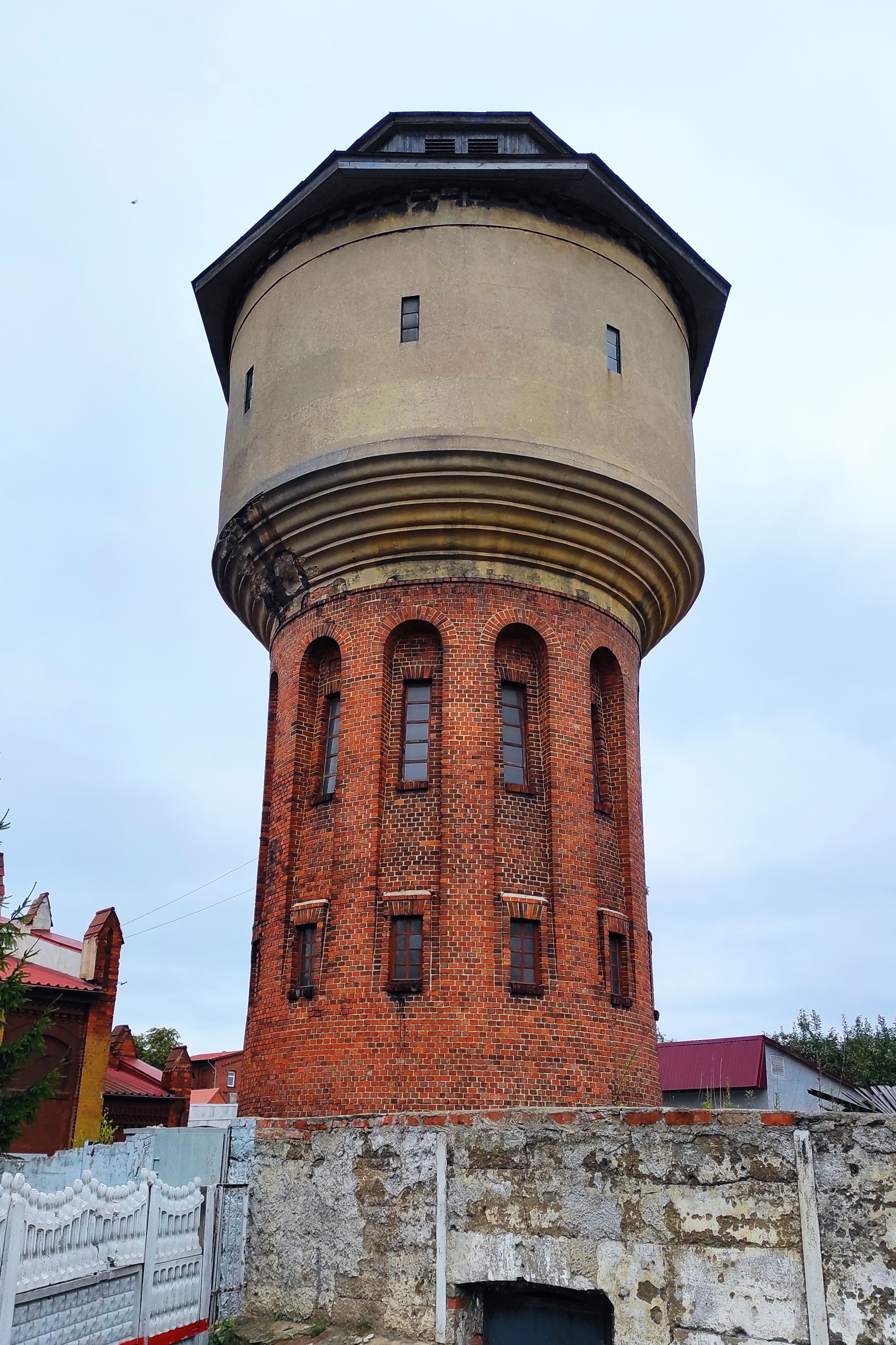
Torre del agua de Cherniajovsk
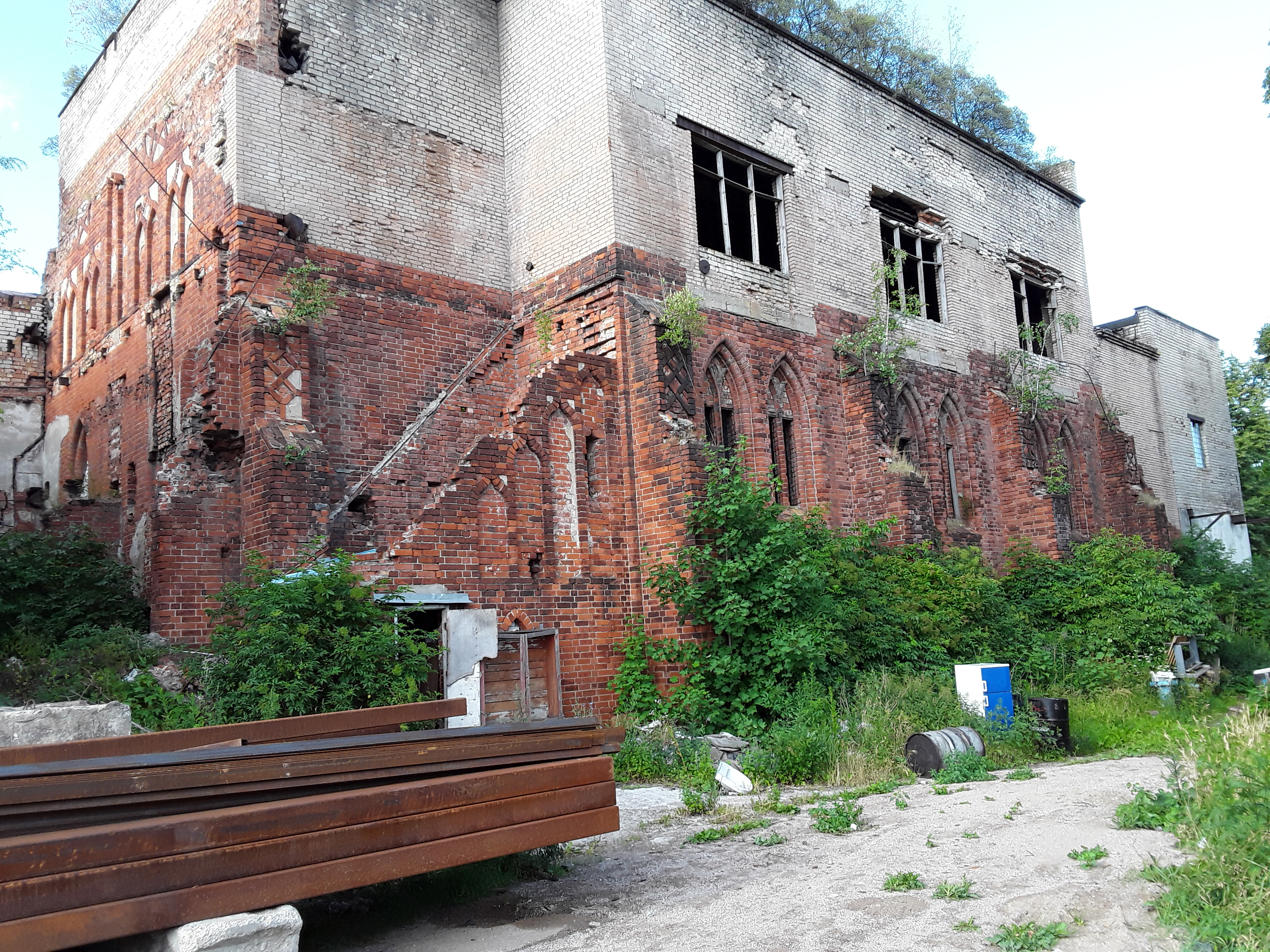
Ruinas de la antigua iglesia de Melanchton

## Ciudades hermanadas
Cherniajovsk está hermanada con las siguientes ciudades: 
- Kirchheimbolanden, Renania-Palatinado, Alemania
- Marijampolė, Lituania
- Brzeg Dolny, Polonia
- Grudziądz, Polonia
- Węgorzewo, Polonia
- Suwałki, Polonia